# Route nationale 10a
Pour les articles homonymes, voir Route 10A.
La route nationale 10a, ou RN 10a, était une route nationale française reliant Anglet à La Négresse via le centre-ville de Biarritz.
À la suite de la réforme de 1972, elle a été déclassée en RD 910.

## Ancien tracé (D 910)
- Anglet
- Biarritz-Centre
- Biarritz-La Négresse